# Jane Russell
Pour les articles homonymes, voir Russell.
Jane Russell est une actrice et chanteuse américaine, née le 21 juin 1921 à Bemidji (Minnesota) et morte le 28 février 2011 à Santa Maria (Californie), sex-symbol dans les années 1940 et 1950. Elle a joué dans plus de 20 films.
Connue pour sa beauté, sa silhouette et pour sa grande présence, charismatique et sérieuse, Russell quitte le Midwest pour la Californie, où elle a son premier rôle au cinéma dans Le Banni (1943) d'Howard Hughes. En 1947, elle se lance dans la musique avant de revenir au cinéma. Après avoir joué dans plusieurs films dans les années 1950, dont  Les hommes préfèrent les blondes (1953), elle revient à la musique tout en complétant plusieurs autres films dans les années 1960.
Russell s'est mariée trois fois, a adopté trois enfants et a fondé en 1955 Waif, le premier programme d'adoption internationale. Elle a reçu plusieurs distinctions pour ses réalisations cinématographiques. Sa main et ses empreintes ont été immortalisées sur le parvis du Grauman's Chinese Theatre avec Marilyn Monroe. Une étoile portant son nom a été inaugurée sur le Hollywood Walk of Fame le 8 février 1960.

## Biographie

### Jeunesse
Jane Russell est la seule fille de Roy William Russell (5 janvier 1890 - 18 juillet 1937), et de Geraldine Jacobi (2 janvier 1891 - 26 décembre 1986). Suivent quatre frères : Thomas Ferris Russell (né le 16 avril 1924), Kenneth Steven Russell (né le 2 septembre 1925), James Hyatt Russell (né le 9 février 1927) et Wallace Jay Russell (né le 31 janvier 1929).
Trois de ses grands parents sont nés au Canada, alors que sa grand-mère maternelle est née en Allemagne. Ses deux parents sont nés dans l'État du Dakota du Nord et se marient en 1917. Son père était lieutenant dans l'armée américaine et sa mère actrice dans une troupe ambulante. Alors que Jane était enfant, la famille déménage temporairement au Canada, puis dans la vallée de San Fernando en Californie du Sud. En 1930, les Russell vivent à Burbank en Californie. Le père y travaille alors comme directeur d'une manufacture de savon.
La mère de Jane s'occupe de lui trouver des leçons de piano. En plus de la musique, Jane aime le théâtre et joue dans des pièces montées à la Van Nuys High School. À ses débuts, elle voulait devenir styliste. À la mort de son père (à l'âge de 47 ans), Jane n'a que seize ans. Elle se décide à travailler comme réceptionniste. Elle est aussi mannequin pour quelques photographes et, sur l'insistance de sa mère, étudie l'art dramatique avec la troupe de Max Reinhardt dont faisait partie la célèbre actrice russe Maria Ouspenskaïa.

### Carrière

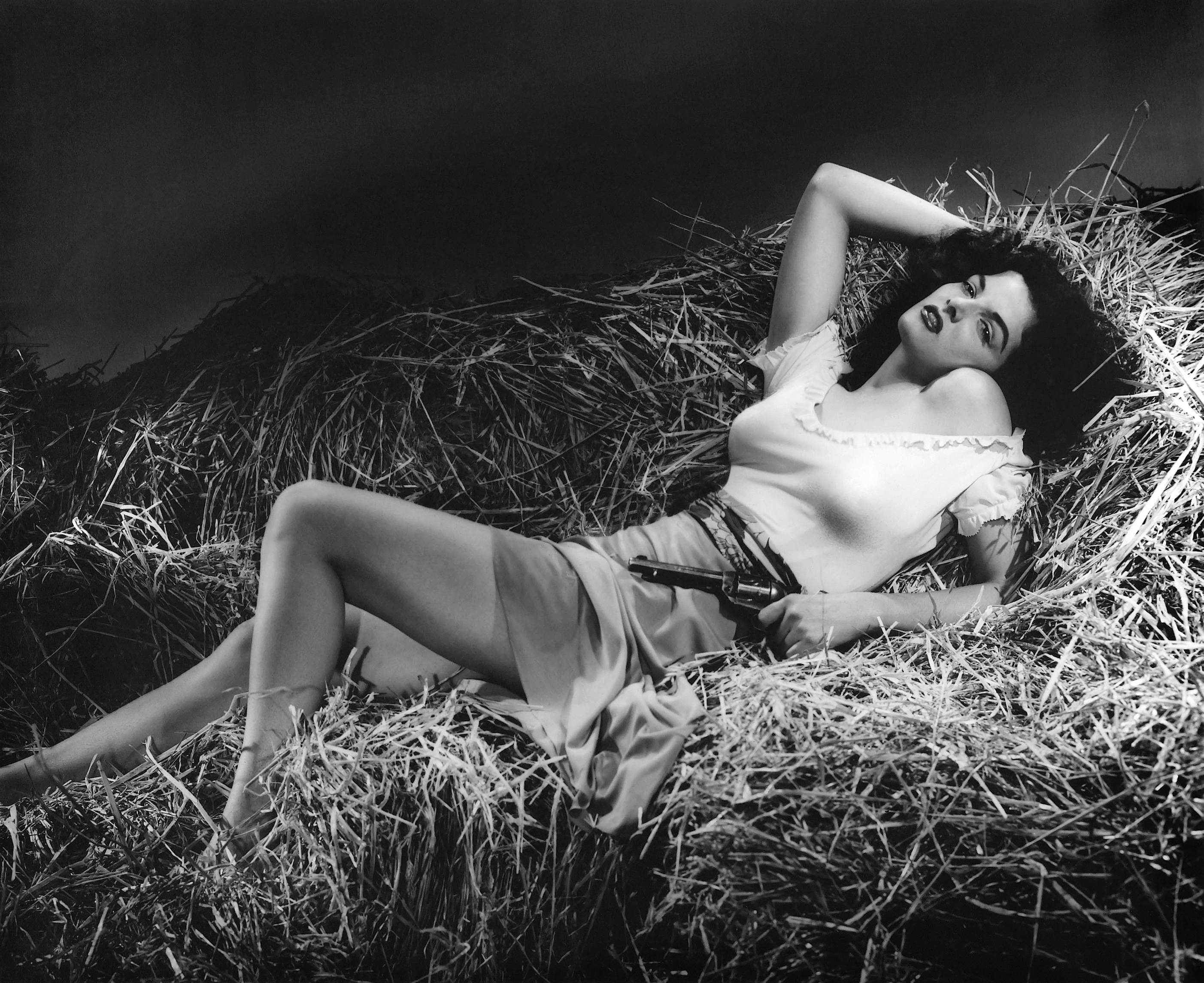
Jane Russell déchaîna les foudres de la censure avec son premier film Le Banni (1943).

En 1940, Jane Russell signe un contrat de sept ans avec le millionnaire Howard Hughes et fait ses grands débuts dans Le Banni (The Outlaw) en 1943, où son visage somptueux est remarqué. Bien que le film soit tourné en 1941, il n'est diffusé que deux ans plus tard, pour un public limité, en raison de la censure qui trouvait sa poitrine un peu trop avantageusement filmée. Le film est enfin autorisé pour le grand public en 1946. À ce moment-là, l'actrice tournant des publicités, devient célèbre.
Contrairement à ce que disent régulièrement les médias de l'époque et ceux d'aujourd'hui encore, lors du tournage du Banni, Jane ne porte pas de sous-vêtements spéciaux, destinés à mettre sa poitrine en valeur, alors qu'Howard Hughes en a spécialement fait faire pour ce film. Dans son autobiographie publiée en 1988, elle affirme que le soutien-gorge de Hughes n'était pas du tout confortable et qu'elle préférait tourner avec le sien, les bretelles tombantes.
Aux côtés de Lana Turner et de Rita Hayworth, Jane Russell affirme de mieux en mieux son style sensuel. Malgré les railleries venant de la radio et des comiques, notamment Bob Hope qui la présente comme « the two and only Jane Russell » (« la double et unique Jane Russell »), ses photos assombries sur fond de botte de foin, sa jeunesse, sa sensualité, ses corsages et sa beauté, en font une des pin-ups favorites auprès des soldats américains lors de la Seconde Guerre mondiale.
Bien que Le Banni ne soit pas un western spectaculaire, il a les honneurs du box office. Le seul intérêt d'Howard Hughes est sa nouvelle recrue, le film étant la vitrine de son incroyable visage. Elle refuse par la suite d'interpréter le rôle de Doña Sol dans Arènes sanglantes (Blood and sand) de Darryl F. Zanuck (le rôle fut confié à Rita Hayworth).
Elle ne tourne pas d'autre film jusqu'en 1946, où elle joue Joan Kenwood dans L'Esclave du souvenir (Young Widow) pour la RKO Pictures. Bien que ses premiers films ne rendent pas tellement justice à son jeu d’actrice, ils aident à orienter sa carrière vers une élégance que l’on peut définir par un mélange de cynisme et de simplicité.
En 1947, elle tente de se lancer dans une carrière musicale, elle enregistre un disque avec l'orchestre de Kay Kyser : As Long As I Live. Elle joue avec talent de nombreux rôles, dont Calamity Jane aux côtés de Bob Hope dans Visage pâle (The Pale face, 1948) et avec Mike Delroy dans Le Fils de visage pâle (Son of Paleface, 1952), le tout, sous contrat avec la Paramount Pictures.

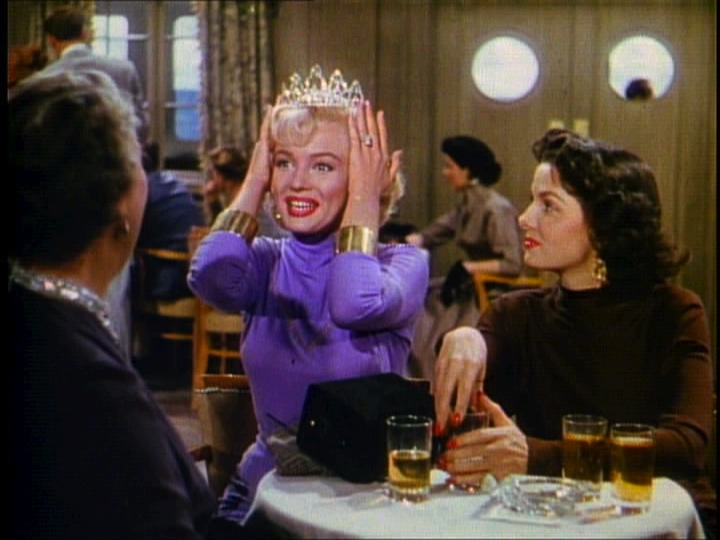
Avec Marilyn Monroe dans Les hommes préfèrent les blondes (1953).

Jane Russell arrive au sommet de sa carrière comique avec le rôle de Dorothy Shaw dans Les hommes préfèrent les blondes de 1953 avec Marilyn Monroe, à la 20th Century Fox, probablement son meilleur rôle. Le film a eu et a toujours un énorme succès et la révéla comme actrice de talent.

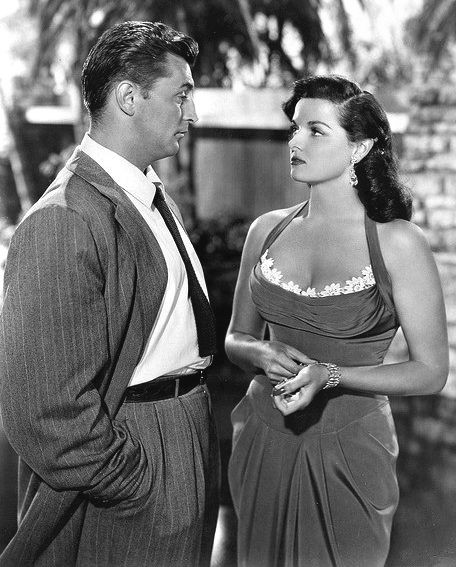
Avec Robert Mitchum dans Fini de rire (1951).

Elle apparaît dans deux films aux côtés de Robert Mitchum : Fini de rire (His kind of woman) (1951) et Le Paradis des mauvais garçons (Macao) (1952). D'autres grandes stars furent à ses côtés : Frank Sinatra et Groucho Marx dans la comédie Une veine de... (Double dynamite) (1951) ; Victor Mature, Vincent Price et Hoagy Carmichael dans Scandale à Las Vegas (The Las vegas story) (1952) ; Jeff Chandler dans La Muraille d'or (Foxfire) (1955) ; Clark Gable et Robert Ryan dans Les Implacables (The Tall man) (1955).
La production d'Howard Hughes, French line (The french line) (1954) montre une Jane Russell pour l'une des dernières fois dans un maillot de bain une pièce, avec une coupe toutefois stratégique, dont elle tire avantage en exécutant un numéro provocateur, intitulé Lookin' for Trouble. Dans son autobiographie, elle révèle que ce maillot de bain n'était qu'une alternative à la suggestion initiale d'Howard Hughes qu'était le bikini, un choix osé pour un film de 1954. L'actrice affirme avoir initialement porté le bikini devant les techniciens alors « horrifiés », tout en se sentant très dénudée.
Jane Russell et son premier mari, ancien quarterback au football américain, Bob Waterfield, fondent la Russ-Field productions en 1955. Ils produisent Les hommes épousent les brunes (Gentlemen marry brunettes, 1955), Le Roi et Quatre Reines (The King and Four Queens, 1956) avec Clark Gable et Eleanor Parker, ainsi que Run for the Sun (1956) et The Fuzzy Pink Nightgown (1957).
Ses apparitions dans Les hommes épousent les brunes avec Jeanne Crain et dans le drame Bungalow pour femmes (The Revolt of Mamie Stover) (1956) mettent en valeur son jeu d'actrice. Cependant, à la suite de Kidnapping en dentelles (The Fuzzy pink night gown, 1957) qui ne tient pas le haut de l'affiche, elle n'apparaît plus à l'écran pendant sept ans.
En octobre 1957, Jane Russell commence un numéro dans un célèbre nightclub de Las Vegas, le Sands Hotel. Elle signe par la suite des tournées aux États-Unis, au Canada, au Mexique, en Amérique du Sud et en Europe. À l'été 1961, elle fait ses débuts dans Janus[Quoi ?]. À la fin de l'année, elle se produit à Chicago au Drury Lane Theatre. En novembre 1962 elle est à l'affiche de Bells Are Ringing à New York.
Dans le film Le Crash mystérieux (Fate Is the Hunter) (1964), elle joue son propre rôle. Seuls quatre autres films suivent. En 1971, elle joue dans la comédie musicale Company on Broadway où elle remplace Elaine Stritch.
En 1985 elle écrit son autobiographie : Jane Russell: My Path and My Detours.

### Vie privée et mort
Bien que son image à l'écran fut celle d'une pin-up provocante, la vie privée de Jane Russell ne connaissait pas de scandales, contrairement à ce qui se passait pour certaines autres actrices de cette époque (Lana Turner par exemple).
L'actrice s'est mariée trois fois : avec Bob Waterfield, un ancien joueur de football américain entré au Hall of Fame (mariés le 24 avril 1943, divorcés en juillet 1968), avec l'acteur Roger Barrett (mariés le 25 août 1968, décédé le 18 novembre 1968) et enfin avec l'agent immobilier John Calvin Peoples (mariés le 31 janvier 1974, décédé le 9 août 1999), avec qui elle vécut à Sedona en Arizona.
Dans son autobiographie de 1985, elle révèle qu'elle fut enceinte à l'âge de 19 ans. S'ensuivit un avortement illégal qui fut si mal mené que sa vie fut en danger pendant quelques jours. En l'examinant aux urgences de l'hôpital, un médecin s'exclama : « Quel boucher vous a fait ça !? » Après ces évènements, Jane Russell fut incapable d'enfanter. Elle milita alors contre l'avortement. En février 1952, elle et Bob Waterfield adoptent une petite fille, Tracy, puis un bébé de 15 mois, Thomas ; en 1956, ils adoptent un bébé de neuf mois, Robert John. En 1955, elle fonde la « World Adoption International Fund » (WAIF), une organisation chargée de placer les enfants dans les familles qui fait beaucoup pour l'adoption d'enfants étrangers par les Américains.

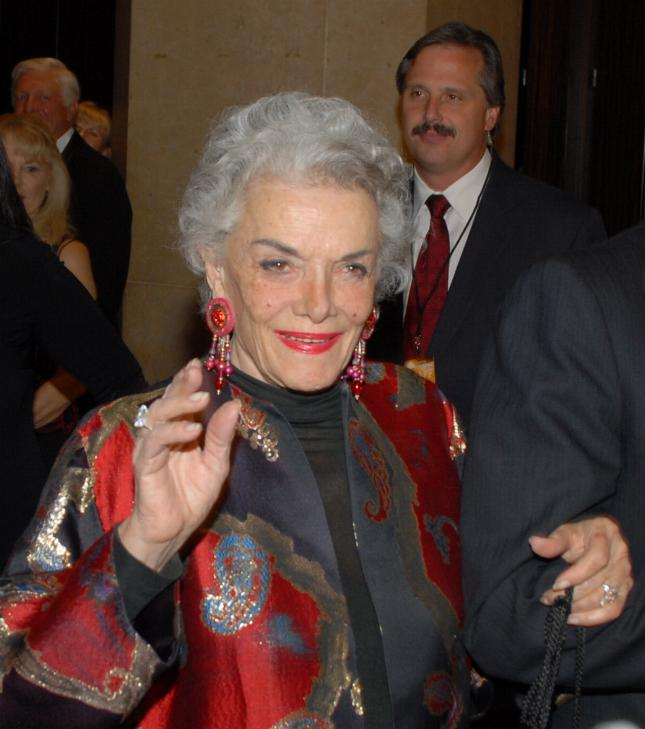
Jane Russell en 2008.

Dans son autobiographie, elle dit avoir échappé à deux tentatives de viol sans traumatisme. Elle affirme aussi que son premier mariage fut détruit par des soupçons d'adultère (des deux côtés) et par la violence, mais aussi qu'elle était alcoolique dès son adolescence. Elle révèle que la religion chrétienne l'a aidée à se reconstruire.
Alors qu'elle est au sommet de sa carrière, elle fonde le « Hollywood Christian Group » qui se rassemble une fois par semaine chez elle pour étudier la Bible. De grandes célébrités s'y rendent.
Républicaine engagée, elle participe à la campagne et à l'élection de « Ike » Eisenhower aux côtés de Lou Costello, Dick Powell, June Allyson, Anita Louise, Louella Parsons et d'autres personnalités conservatrices.
Jane Russell meurt le 28 février 2011 à Santa Maria (Californie) à l'âge de 89 ans,.

## Filmographie

### Cinéma
- 1943 : Le Banni (The Outlaw) d'Howard Hughes : Rio McDonald
- 1946 : L'Esclave du souvenir (Young Widow) d'Edwin L. Marin : Joan Kenwood
- 1948 : Visage pâle (The Paleface) de Norman Z. McLeod : Calamity Jane
- 1951 : Fini de rire (His Kind of Woman) de John Farrow : Lenore Brent
- 1951 : Une veine de... (Double Dynamite) d'Irving Cummings : Mildred Goodhue
- 1952 : Scandale à Las Vegas (The Las Vegas Story) de Robert Stevenson : Linda Rollins
- 1952 : Le Paradis des mauvais garçons (Macao) de Josef von Sternberg : Julie Benson
- 1952 : Le Fils de visage pâle (Son of Paleface) de Frank Tashlin : Mike Delroy
- 1952 : La Femme aux revolvers (Montana Belle) d'Allan Dwan : Belle Star
- 1952 : En route vers Bali (Road to Bali) d'Hal Walker : elle-même (apparition non créditée)
- 1953 : Les Hommes préfèrent les blondes (Gentlemen Prefer Blondes) d'Howard Hawks : Dorothy Shaw
- 1953 : French Line (The French Line) de Lloyd Bacon : Mary Carson
- 1955 : La Vénus des mers chaudes (Underwater !) de John Sturges : Theresa Gray
- 1955 : La Muraille d'or (Foxfire) de Joseph Pevney : Amanda Lawrence
- 1955 : Les Hommes épousent les brunes (Gentlemen Marry Brunettes) de Richard Sale : Bonnie Jones/Mimi Jones
- 1955 : Les Implacables (The Tall Men) de Raoul Walsh : Nella Turner
- 1956 : L'Ardente Gitane (Hot Blood) de Nicholas Ray : Annie Caldash
- 1956 : Bungalow pour femmes (The Revolt of Mamie Stover) de Raoul Walsh : Mamie Stover
- 1957 : Kidnapping en dentelles (The Fuzzy Pink Nightgown) de Norman Taurog : Laurel Stevens
- 1964 : Le Crash mystérieux (Fate is the Hunter) de Ralph Nelson : elle-même
- 1966 : La Loi des hors-la-loi (en) (Waco) de R. G. Springsteen : Jill Stone
- 1966 : Toute la ville est coupable (Johnny Reno) de R. G. Springsteen : Nona Williams
- 1967 : Le Credo de la violence (The Born Losers) de T. C. Frank : Mme Shorn
- 1970 : La Loi du talion (Darker than Amber) de Robert Clouse : Alabama Tigress
- 1970 : Cauliflower Cupids de Peter Savage et Jerome Shaw : Nira DiLaurento

### Télévision
- 1959 : Westinghouse Desilu Playhouse (série) : Lili Travers
- 1959 / 1963 : The Red Skelton Show (série) : Lillian Martin / Clara Appleby III
- 1960 : Les Aventuriers du Far-West (série), saison 9, épisode 2 Splinter Station de Jesse Hibbs : Mary Taylore
- 1984 : The Yellow Rose (en) (série), trois épisodes : Rose Hollister
- 1986 : Rick Hunter (série), saison 2, épisode 14 Burned de Charlie Picerni : Ava Fontaine

## Voix françaises
Certaines voix n'ont pas encore été identifiées.
- Paula Dehelly dans :
  - 1948 : Visage pâle
  - 1966 : Toute la ville est coupable

- Jacqueline Ferrière dans :
  - 1952 : Le Paradis des mauvais garçons
  - 1953 : Les hommes préfèrent les blondes (voix parlée)
  - 1955 : La Vénus des mers chaudes
  - 1955 : Les Implacables (voix parlée)
  - 1956 : L'Ardente Gitane

- Anita Love dans :
  - 1953 : Les hommes préfèrent les blondes (voix chantée)
  - 1955 : Les Implacables (voix chantée)
  - 1955 : Les hommes épousent les brunes (voix chantée)

- 1943 : Le Banni : Claire Guibert
- 1951 : Une veine de... : Madeleine Duhau
- 1955 : La Muraille d'or : Nadine Alari
- 1955 : Les hommes épousent les brunes : Paule Emmanuele (voix parlée)
- 1967 : Le Crédo de la violence: Jacqueline Porel

## Distinctions

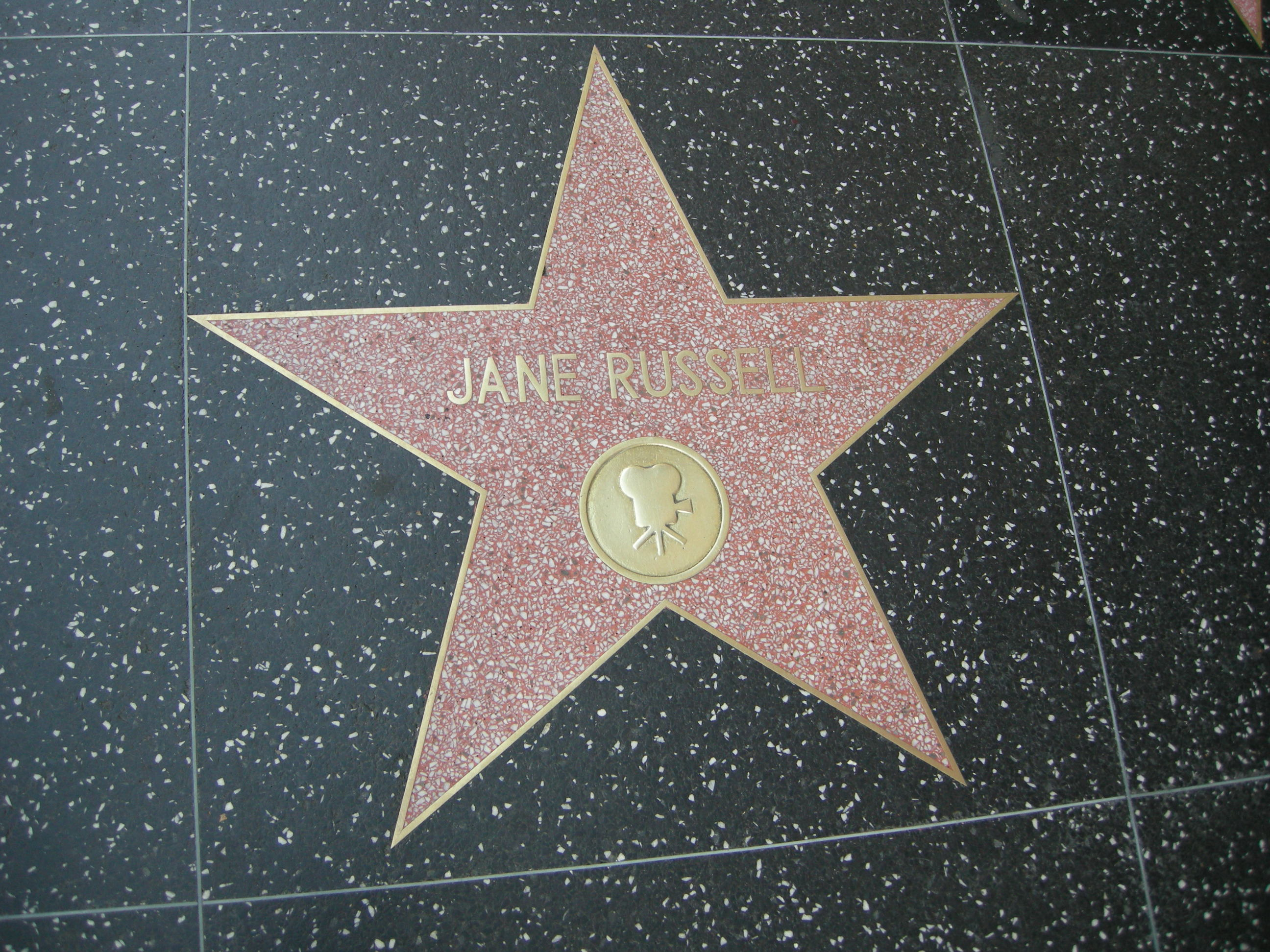
Étoile de Jane Russell sur le Hollywood Walk of Fame.

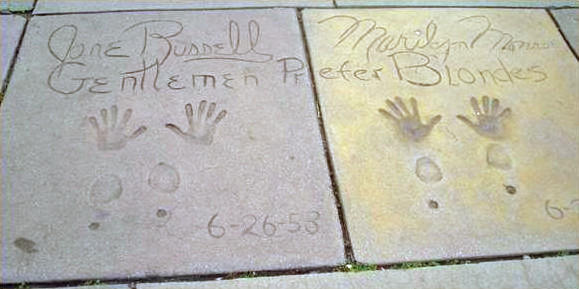
Marques de Marilyn Monroe et Jane Russell faites en 1953 devant le Grauman's Chinese Theatre sur Hollywood Boulevard.

Jane Russell reçoit en 1989 le « Women's International Center (WIC) Living Legacy Award ».
Ses empreintes de pieds et de mains sont immortalisées sur le parvis du Grauman's Chinese Theatre ; elle a d'autre part été honorée le 8 février 1960 par une étoile au Hollywood Walk of Fame, au 6850 Hollywood Boulevard.

## Hommages
En 2001, Renee Henderson fait un portrait de Jane Russell dans la série Blonde, tirée de la nouvelle de Joyce Carol Oates.[réf. nécessaire]